# RB-531B « Infauna »

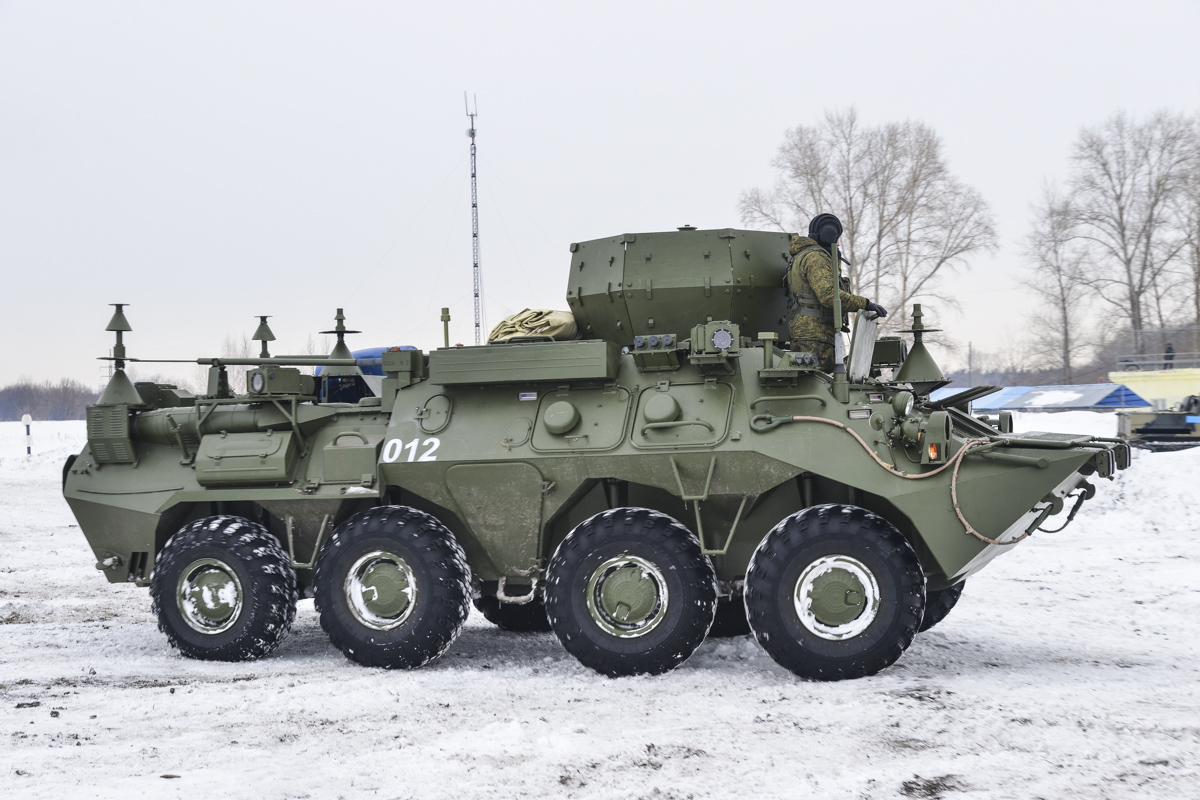
Un RB-531B « Infauna » lors d'un exercice militaire, en 2018. Son antenne de brouillage n'est pas déployée.

Le RB-531B « Infauna » est un dispositif de guerre électronique mobile russe monté sur un châssis de BTR-80, introduit en 2014 dans l'armée russe.

## Description
L'Infauna est basé sur un châssis modifié d'un véhicule de transport de troupes d'origine soviétique, le BTR-80. Ce châssis, appelé K1Sh1 (GAZ-59039), est utilisé dans sa version UNSh-12. Les flancs du véhicule sont également élargis et il est surélevé pour accueillir les systèmes et le personnel nécessaire. Le véhicule est long de 7,65 m, large de 2,9 m et haut de 2,21 m hors antenne. Il est amphibie. L'Infauna ne possède pas de systèmes d'armement, étant destiné à rester en arrière des zones de combat. 
La version standard comporte une protection nucléaire, bactériologique et chimique (NBC) et un équipement adapté à la vision nocturne. Le blindage peut supporter des tirs d'armes légères et des éclats de munitions lourdes. Il est également capable d'émettre des aérosols pour se protéger contre les frappes à l'aide d'armes guidées de haute précision. Sa tourelle est retirée pour être remplacée par une antenne radar et de brouillage. Ce système se compose des appareils traditionnels de guerre électronique, de brouillage et de gestion des communications, mais intègre aussi des équipements optoélectroniques. Il serait capable d'effectuer également un brouillage optique. 
Le véhicule est prévu pour accueillir huit personnes, il peut atteindre la vitesse de 80 km/h grâce à un moteur Diesel turbocompressé YaMZ-238M2 V-8 et possède une portée opérative de 600 km et son brouillage est efficace jusqu'à 3 km. L'Infauna est conçu principalement pour protéger les véhicules de combat, l'infanterie et les voies de communication contre les mines et engins explosifs téléopérés, contrôlés par radio. Ils ont également pour fonction de brouiller les communications radio ennemies à l'échelle d'un bataillon.

## Historique

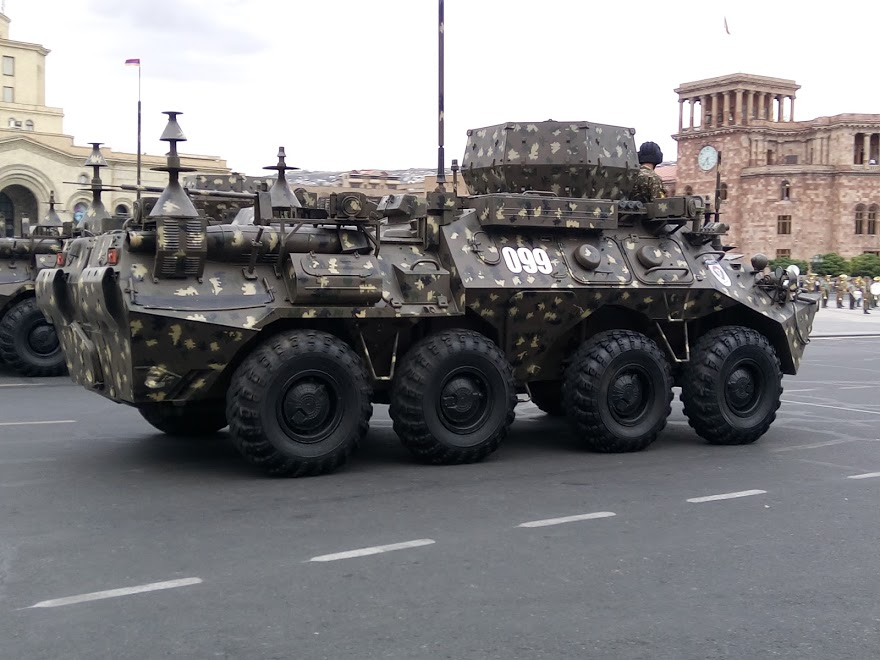
Un véhicule Infauna lors d'un défilé militaire à Erevan, en 2017.

Le développement de l'Infauna débute en 2005 et se termine en 2009, par des tests du véhicule. Il est conçu par le groupe Sozvezdie, qui rassemble une vingtaine d'entreprises spécialisées dans l'électronique, dirigé par l'Institut de recherches en télécommunications de Voronej. La production en vue d'une intégration à l'armée russe est entamée en 2010, à l'usine de construction mécanique d'Arzamas, près de Nijni Novgorod. Un premier véhicule entre en service en 2011, puis quatre autres l'année suivante. Ils sont livrés aux troupes aéroportées russes des districts militaires sud et ouest. Deux autres exemplaires entrent en service en 2014, puis six en 2015. 
En 2016, le système de guerre électronique Infauna est présenté aux acheteurs étrangers au salon d'exposition KADEX. 
En 2018, le média DFRLab, qui documente les violations des accords de Minsk II, enquête sur la présence potentielle d'un système RB-531B Infauna à Horlivka, ville contrôlée par les forces séparatistes pro-russes de la guerre du Donbass. Par recherche visuelle, ils concluent cependant que la photographie du véhicule, bien qu'elle ait effectivement été prise à Horlivka, ne montre pas un Infauna, mais un véhicule de commandement Kouchetka-B. 
L'Infauna est utilisé lors de l'invasion russe de l'Ukraine, pour brouiller les signaux des radios fonctionnant en UHF et VHF, ainsi que les systèmes GSM utilisés par l'Ukraine. 